# Kanyawee Songmuang
Kanyawee Songmuang (กัญญาวีร์ สองเมือง), nota anche con lo pseudonimo di Thanaerng (ต้าเหนิง) (Provincia di Roi Et, 21 luglio 1996), è un'attrice e modella thailandese, di discendenza cinese.

## Biografia
Inizia la carriera nel mondo dell'intrattenimento partecipando a Miss Teen Thailand nel 2012 e Thailand Super Model nel 2013. Nel 2014 comincia a recitare, approdando nella serie televisiva Hormones - Wai wawun; qui interpreta il personaggio di Jane nella seconda e terza stagione. Un altro ruolo importante arriva con la serie televisiva Run phi Secret Love, dove interpreta Belle al fianco di Korapat Kirdpan "Nanon". Nel 2018 è tra i protagonisti di Kiss Me Again - Chup hai dai tha nai nae ching, interpretando il personaggio di Sanson al fianco di Tanutchai Wijitwongthong "Mond".
Attualmente studia al college degli studi interdisciplinari, parte dell'Università Thammasat, dove svolge il corso PPE.

## Filmografia

### Cinema
- May nai fai rang frer, regia di Chayanop Boonprakob (2015)

### Televisione
- Hormones - Wai wawun - serie TV (2014-2015)
- Phuean hian.. rongrian lon - serie TV, episodio 10 (2015)
- Run phi Secret Love - serie TV, 14 episodi (2016-2017)
- Project S - serie TV, 8 episodi (2017-2018)
- Kiss Me Again - Chup hai dai tha nai nae ching - serie TV, 14 episodi (2018)
- Leuat kon kon jaang - serie TV, in produzione (2018)
- i STORIES - miniserie TV (2018)

## Discografia

### Singoli
- 2015 - Frozen Hormones (con il cast di "Hormones - Wai wawun")
- 2015 - Hormones Forever (con il cast di "Hormones - Wai wawun")
- 2015 - Nai nai (con Narupornkamol Chaisang, Punsikorn Tiyakorn, Ghasira Pornnoppadol, Chimara Badayn e Nichaphat Chatchaipholrat)
- 2015 - Jao faa kong kon dern din
- 2015 - Tum yoo nai jai (con altri artisti di GTH)
- 2015 - Taek tahng meuan gan (con il cast di "Hormones - Wai wawun")